# کرگدن‌واران
کرگدن‌واران (به لاتین: Rhinocerotoidea) یک بالاخانواده دربر گیرندۀ چهار خانواده از تک‌سم‌سانان است که سه خانواده آن‌ها به نام‌های Amynodontidae , Hyracodontidae و Paraceratheriidae منقرض شده‌اند. تنها خانواده موجود، کرگدنان (کرگدن‌های راستین) است که با پنج گونه زنده ماندند. اعضای منقرض‌شده این بالاخانواده اغلب در کنار اعضای خانواده Rhinocerotidae «کرگدن» نامیده می‌شوند، اگرچه آنها شامل سرده‌هایی مانند بلوچی‌دد هستند که شباهت زیادی به کرگدن‌های نوین ندارند.